# Осинівка (річка)
Оси́нова — річка в Україні, у межах Шевченківського і Куп'янського районів Харківської області. Права притока Осколу (басейн Сіверського Дінця). 

## Опис
Довжина річки 24 км. Площа басейну 191 км². Падіння річки 83 м, похил річки 3,5 м/км. 
Осинівка починається з невеликого ставка, збудованого в Мисановій балці на висоті 155 м над рівнем моря на відстані 1,2 км північно-східніше зупинкового пункту Гроза, що на лінії Харків — Старий Оскіл. Тече переважно з північного заходу на південний схід і впадає в річку Оскіл з правого берега біля села Осиново на відстані 80 км від гирла Осколу, на висоті 72 м над рівнем моря. 
Басейн річки розташований на Приоскільському плато в межах Шевченківського та Куп'янського районів, у лісостеповій природній зоні. Абсолютні висоти поверхні басейну змінюються від 202 м біля Тернової Могили до 73 м на околиці села Осиново Куп'янського району. Площа лісів у басейні становить 11 км², боліт 0,3 км². Густота річкової сітки становить 0,21 км/кв. км. Долина річки починається в західній частині Старовірівки від злиття двох балок: Мисанової (Осинівки, Попівської) і Танковий Рів (Жолобок, Лисяча) і називається Осинівка. Долина пряма, схили розчленовані численними ярами і балками. Від початку до гирла річки Березівка схили симетричні, потім правий схил стає крутішим, лівий більш пологий, розчленований балками; долина поступово розширюється, поглиблюється і східніше села Осиново зливається з долиною річкри Оскіл. Ширина долини Осинівки в західній частині Старовірівки — 1,5 км, поблизу гирла річки — 3 км; її пересічна ширина — 2-2,5 км. Глибина змінюється від 35-40 до 90 м поблизу села Осиново. В долину виходять 11 балок: Шляхові Ярки, Костова, Холодний Яр, Довгий Яр та інші. 
Заплава річки двостороння, рівна, у верхній течії заболочена, заросла очеретом і болотною рослинністю, в нижній течії лучна. Ширина її у верхів'ї річки 50–60 м, на межі Шевченківського і Куп'янського районів 200 м, у нижній течії річки — 300 м. Річище Осинівки помірно звивисте, завширшки 3-10 м, завглибшки переважно 0,5-1,2 м. Місцями річище повністю заросло очеретом, рогозом та кугою. Дно річки замулене, в'язке. Ще в 40-х — 50-х роках ХХ сторіччя річка була ширша і глибша. Жителі села Старовірівка в річці купалися і ловили рибу. В Осинівку впадають 4 річки, найбільша з них — Березівка. Вода в Осинівці відносно чиста, використовується для поливання городів та інших господарських та побутових потреб населення.

## Історія
Біля верхів'я річки в 1185 році князь Ігор вів свій полк на бойовище з половцями. 
Вперше в історичних джерелах річка Ожинівка згадується в 1647 році в документі «Материалы для истории колонизации и быта степной окраины Московского государства (Харьковской и отчасти Курской и Воронежской губерний) в XVI–XVIII ст.». Назва Осинівка походить від осики, якої в давні часи багато росло в долині річки.

## Населені пункти
У долині річки розташоване село Старовірівка Шевченківського району та села Грушівка, Василівка, Осадьківка, Тамарганівка, Прокопівка і Петрівка Куп'янського району.